# 郑承镇
鄭承镇（？—2010年），山東濟南人，于2001年11月14日凌晨2时44分逝世，享壽63歲，這位独身老人在23年里先後收養了400餘名流浪儿童。